# 한국타이어앤테크놀로지

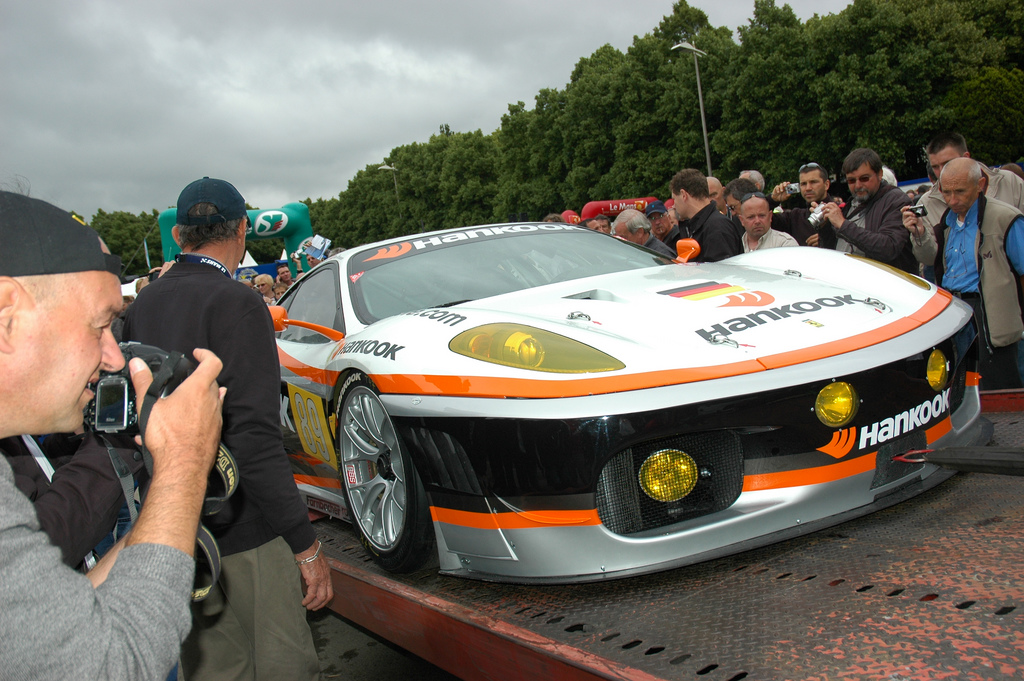

한국타이어앤테크놀로지(Hankook Tire & Technology)는 대한민국 최초로 세워진 타이어 전문기업이다. 본사는 경기도 성남시 분당구 판교로 286 (삼평동)에 있으며 대한민국 타이어 시장 점유율 1위와 세계 타이어 시장 매출 6위를 기록하였다.

## 사업
한국타이어앤테크놀로지는 연간 1억 200만 개 타이어를 생산할 수 있는 생산 능력을 가지고 있다.

#### 생산 거점
- 대전 공장, 금산 공장 (한국)

전 세계 180여 개국에 수출하고 있으며, 대략 22,000여 명의 직원을 두고 있다. 매출의 80% 이상을 해외 시장에서 거두고 있으며, 현재 전 세계 30여 개국의 지법인, 5개의 연구소(한국, 중국, 일본, 독일, 미국 등), 8개의 생산 기지 등을(한국, 중국, 헝가리, 인도네시아, 미국 등) 보유하고 있다.

## 연혁

#### 1941 ~ 1960년
- 1941년 '조선다이야공업'이라는 대한민국 최초의 자동차 타이어 회사로 시작.
- 1951년 '한국다이야제조'로 사명 변경.
- 1958년 영등포공장 재건.

#### 1961 ~ 1978년
- 1962년 파키스탄 첫 해외 수출.
- 1968년 '한국타이어제조'로 사명 변경
- 1975년 이란 교통성 1,300만 달러 대형 입찰 수주.
- 1976년 쿠웨이트 첫 중동지사 오픈.
- 1977년 인천공장 준공

#### 1979 ~ 1990년
- 1979년 래디얼 타이어 전문 생산시설 대전공장 준공.
- 1981년 미국 현지 법인 설립.
- 1982년 기술력 강화를 위한 대전 기술연구소 설립. 유럽 E마크 획득.
- 1983년 래디얼 타이어 전 규격 KS마크 획득.
- 1985년 국내 최초 타이어 주행시험장 건설.

#### 1991 ~ 2000년
- 1991년 창립 50주년
- 1991년 폭스바겐 신차용 타이어 공급 (OE: Original Equipment) 계약 체결.
- 1992년 미국 기술센터 (ATC: America Technology Center) 설립.
- 1992년 본사를 강남 한타빌딩(지금은 HK스퀘어) 이전
- 1996년 중국 자싱에 한국타이어 중국현지법인 설립
- 1996년 인천공장 전면 패쇄 (상용차전용 타이어 생산시설 금산공장 설비이전)
- 1996년 상용차전용 타이어 전문 생산시설 금산공장으로 준공
- 1997년 유럽 기술센터 (ETC: Europe Technology Center) 설립.
- 1998년 중국 기술센터 (CTC: China Technology Center) 설립.
- 1999년 중국 가흥공장과 강소공장 준공.
- 1999년 휠 사업부문에 아사(ASA)를 매각
- 2000년 한국타이어 영등포공장 전면 패쇄 (옛,영등포공장터는 아파트 단지 들어 옴)
- 2000년 영등포공장에 있는 생산설비를 중국 가흥공장과 강소공장에 이전

#### 2001 ~ 2010년
- 2001년 유럽 물류센터 EDC 준공.
- 2004년 신규 CI 및 브랜드 슬로건 (Driving Emotion) 발표.
- 2005년 금산 테스트 트랙 (G'Trac) 준공, 프리미엄급 자동차 서비스 프랜차이즈 티스테이션(T'Station) 개점.
- 2006년 헝가리 공장 기공.
- 2007년 매출액 기준 세계 7위 (Modern Tire Dealer 선정).
- 2008년 Audi 공식 타이어 공급업체 선정, 헝가리 공장 준공.

#### 2011년 이후
- 2011년 DTM 스폰서십 체결, 창립 70주년, 중국 중경, 인도네시아 공장 기공식.
- 2012년 New BMW 3 시리즈 신차용 타이어 공급, UEFA 유로파리그 공식 후원 계약 체결
- 2013년 포스터 앤드 파트너스와 중앙연구소 신축 MOU 체결, 인도네시아 공장 준공식, DTM 독점 공급 계약 연장, 메르세데스-벤츠 '뉴 S 클래스' 신차용타이어 공급, 미국 테네시주와 신공장 설립 MOU 체결.
- 2014년 신축 중앙연구소 '한국타이어 테크노돔' 기공식, 미국 공장 기공식.
- 2015년 포르쉐 마칸 신차용 타이어 공급, 레드닷 어워드 디자인 컨셉 대상 수상 (Boostrac), 공기 없이 달리는 미래형 타이어로 고속주행 성공.
- 2016년 BMW 뉴 7시리즈 신차용 타이어 공급, 두산 베어스 마케팅 파트너쉽 계약 체결, 레알 마드리드 글로벌 마케팅 파트너십 계약 체결, 한국타이어 신축 중앙연구소 테크노돔 준공.
- 2017년 겨울용 타이어 유럽 테스트센터 테크노트랙 오픈, 미국 테네시 공장 준공.
- 2018년 다우존스 지속가능경영지수 (DJSI) 월드 3년 연속 편입, 독일 대표 프리미엄 타이어 유통점 '라이펜-뮬러(Reifen-Muller)' 인수, 미국 프로야구 메이저리그(Major League Baseball) 공식 후원 계약 체결.
- 2019년 사명을 한국타이어㈜에서 한국타이어앤테크놀로지㈜로 변경
- 2019년 3,100억원을 투자해 대전공장, 금산공장 스마트팩토리 2026년 구축
- 2020년 본사를 강남시대를 마감을 하고, 경기도 판교로 이전
- 2021년 한국아트라스비엑스㈜를 한국타이어의 지주회사인 한국앤컴퍼니㈜에 흡수합병

## 모터스포츠
한국타이어앤테크놀로지는 국내외 다양한 모터스포츠 대회 및 팀 후원을 하고 있다.

#### CJ대한통운 슈퍼레이스 챔피언십
CJ대한통운 슈퍼레이스 챔피언십은 대한민국 모터스포츠의 정통성을 잇는 대회이다. 국내 모터스포츠의 안정화를 이루고 대중화를 선도하여 글로벌 시대에 걸맞은 모터스포츠 대회의 위상을 확립하고자 2006년 ‘Korea GT Championship’으로 시작한 이래로 대한민국을 대표하는 최고 권위의 대회로 자리 매김하고 있다. 특히 국내 자동차 관련 기업의 높은 관심과 경쟁을 통해 오토모티브 비즈니스의 선진화에도 기여하고 있다. CJ대한통운 슈퍼레이스 챔피언십은 국내를 넘어 중국 등 아시아권에서도 경기를 진행한다. 또한 야간 레이스를 비롯한 특색있는 경기 구성을 통해 대중의 많은 관심을 끌고 있다.

#### 독일 투어링카 마스터즈 (DTM)
2011년부터 DTM(Deutsche Tourenwagen Masters)의 공식 타이어를 제공하고 있다. DTM은 독일, 벨기에, 이탈리아, 네덜란드, 영국 등에서 각 라운드가 열리고 175여 개국 이상에서 TV로 중계되며 수많은 팬들의 사랑을 받고 있는 경기이다.

#### 24H GT Series
포르쉐, 페라리, 메르세데스 벤츠 등 글로벌 프리미엄 브랜드가 참가하는 최대 규모의 내구레이스 시리즈 24H GT Series에 타이어를 공급하고 있다. 24시간 연속으로 주행하는 이 대회는 자동차의 내구성과 타이어의 성능이 승부에 결정적인 요소로 작용하며 24시간 극한의 상황에서 드라이버와 타이어, 자동차 및 관련 부품의 한계에 도전하는 대회이다.

#### Supercar Challenge
Supercar challenge는 2011년에 네덜란드에서 시작되었으며, 지금은 그 규모가 커져 서유럽 지역으로 확대되었다. Supercar challenge는 다양한 레이스카가 어우러져 달리며 아마추어부터 프로까지 폭넓은 드라이버들이 참가한다.

#### British F4
F4 British 외 Australian F4 Championship, SMP NEZ Championship, F4 Spanish Championship, F4 UAE Championship 대회에 타이어를 공급하고 있다. F4는 카트에서 F3로 넘어가는 단계에서 기초를 다지는 카테고리로, F1을 꿈꾸는 15세 가량의 어린 드라이버들의 등용문으로 알려져 있다. 특히 Ford에서 주관하는 British F4는 영국 내 ‘Single Seater Championship’에서 가장 경쟁력 있는 주니어 카테고리 경기이다.

#### Radical
2018년부터 Radical의 공식 파트너로 활약하며 European Masters, Radical Challenge, SR1 Cup 등 Radical이 유럽지역에서 진행하는 모든 모터스포츠 대회에 타이어를 독점 공급하고 있다.

## 스폰서십
- UEFA 유로파리그 공식 파트너십 (2012년부터 유로파리그의 공식 후원사로 활동)
- 독일 투어링카 마스터즈 (DTM) 공식 파트너십
- 두산 베어스 스폰서십 (2016년부터 KBO리그의 공식 후원사로 활동)
- Real Madrid C.F. 스폰서십
- MLB 공식 스폰서십

## 어워드
- 2019년 독일 '레드닷 디자인 어워드 2019 (Red Dot Design Award)'의 제품 디자인 부문에서 초고성능 타이어 '벤투스 S1 에보3 (Ventus S1 Evo3)'로 본상(Winner)을 수상했다.
- 2019년 독일 'iF 디자인 어워드 2019 (iF Design Award)'의 콘셉트 디자인 및 제품 디자인 부문에서 콘셉트 타이어인 ‘헥소닉(Hexonic)’과 ‘HLS-23’, 승용차용 타이어인 ‘키너지 4S 2(Kinergy 4S 2)’로 3개의 본상(Winner)을 수상했다.
- 2018년 미국 ‘IDEA 디자인 어워드 2018(IDEA Design Award 2018)’에 2세대 전기차 전용 타이어 ‘키너지 AS ev(Kinergy AS ev)’를 자동차 운송(Automotive & Transportation) 부문에 출품하여 ‘파이널리스트(Finalist)’를 수상했다.
- 2017년 ‘벤투스 S2 AS(Ventus S2 AS)’가 산업통상자원부가 주최하고 한국디자인진흥원이 주관한 '2017 굿디자인 어워드'에서 우수 디자인으로 선정되었다.
- 2017년 미국 ‘IDEA 디자인 어워드 2017(IDEA Design Award 2017)’에서 미래형 콘셉트 타이어 '플렉스업(Flexup)'과 ‘시프트랙(Shiftrac)’이 ‘브론즈(Bronze)’와 ‘파이널리스트(Finalist)’를 수상했다.

## 본점 및 지점 현황
- 본점: 경기도 성남시 분당구 판교로 286 (삼평동)
- 서울지점: 경기도 구리시 아차산로 387 (교문동)
- 경인지점: 인천광역시 미추홀구 인주대로 453 (주안동)
- 중부지점: 경기도 안양시 동안구 관악대로 292 (관양동)
- 대구경북지점: 대구광역시 북구 팔달로1길 2, 2층 (노원동3가)
- 부산경남지점: 부산광역시 서구 보수대로 204 (동대신동2가)
- 충청지점: 대전광역시 동구 우암로 70, 3층 (삼성동)[4]
- 호남지점: 광주광역시 광산구 사암로 720, 2층 (도천동)

## 같이 보기
- 금호타이어
- 넥센타이어